# Буття 1:3

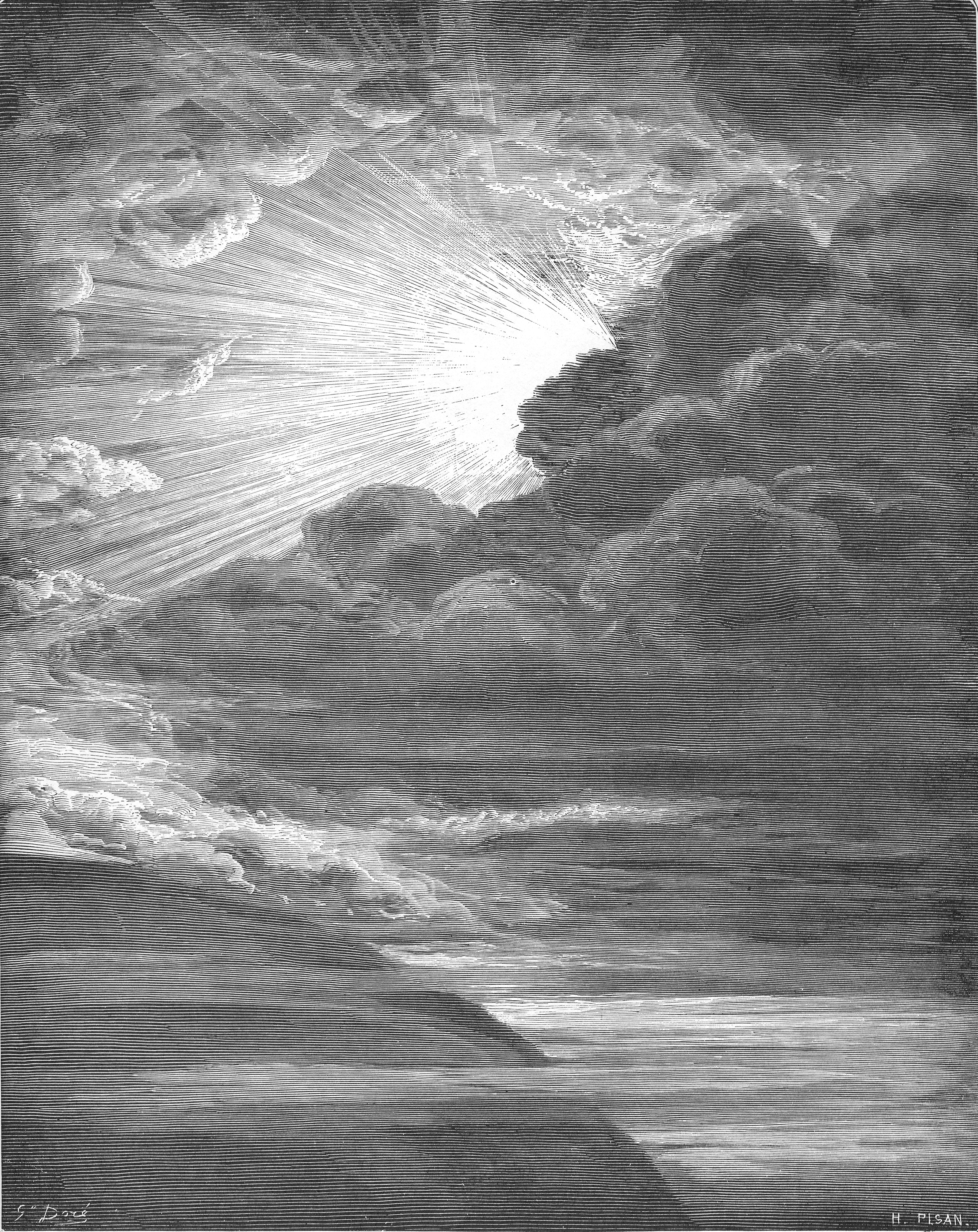
Гравюра «Створення світла» Ґустава Доре.

Буття 1:3 («І сказав Бог: "Хай станеться світло!" І сталося світло») — третій вірш першого розділу Книги Буття у Біблії, де продовжується історія про створення світу. З лінгвістичної точки зору це може бути як окреме речення, так і частина складного речення Бут. 1:1-3. Поняття «світла» і «слова Божого» мають важливий зміст як у юдейських, так і, особливо, в християнських тлумаченнях.
Біблійна космологія у першому розділі пропонує рідкісну для давнього світу концепцію творення через мовлення. За кожним повелінням (словом) Бога слідує опис того, як воно втілюється. Усе, що Бог творить, заслуговує на Його схвалення («це є добре»). Остаточне творіння «дуже добре». За тогочасними уявленнями річ набувала свого остаточного буття лише тоді, коли їй дається ім’я. Саме тому «день», а не просто «світло», «ніч», а не «темрява» і т.д. Тільки тваринам Бог не дає імена — це справа людини (Бут. 2:20). Творення світла особливе тим, що тут немає прямої дії Бога (як, наприклад, у «створив твердь»). Це може бути пов’язане з тим, що на давньому Близькому Сході світло не вважалося чимось матеріальним. Існують також припущення, що мова іде про «період світла», тобто про створення також часу. Відповідно, перший день починається саме тут, а в Буття 1:1-2 описується створення первісного нефункціонального стану світу або первісних принципів духовності та матеріальності.
Згідно документальної гіпотези автором цього тексту є Жрець (жрецький кодекс).

## Текст
Вірш у масоретському тексті складається з 6 слів:
| WLC: з оголосом     | וַיֹּ֥אמֶר אֱלֹהִ֖ים יְהִ֣י אֹ֑ור וַֽיְהִי־אֹֽור׃     |
| WLC: без оголосу    | ויאמר אלהים יהי אור ויהי־אור׃     |
| WLC: транслітерація | Vayomer Elohim yehi-or vayehi-or. |
| AC                  | ג ויאמר אלהים יהי אור ויהי אור    |

### Лінгвістичний аналіз
Порядок слів у перекладі може бути змінено відповідно до єврейського тексту.
| Стронґ | Іврит | Транскрипція | Українська (Огієнко) | Англійська (KJB) | Граматика |
| ------ | ----- | ------------ | -------------------- | ---------------- | --------- |
| 559    | וַיֹּ֥אמֶר | way-yō-mer   | І сказав             | And said         | дієслово  |
| 430    | אֱלֹהִ֖ים | ’ĕ-lō-hîm    | Бог:                 | God              | іменник   |
| 1961   | יְהִ֣י   | yə-hî        | Хай станеться        | Let there be     | дієслово  |
| 216    | א֑וֹר   | ’ō-wr;       | світло!              | light            | іменник   |
| 1961   | וַֽיְהִי־ | way-hî-      | І сталося            | and there was    | дієслово  |
| 216    | אֽוֹר׃  | ’ō-wr.       | світло.              | light            | іменник   |

### Переклади
| Час            | Мова                | Назва видання            | Текст перекладу                                         |
| -------------- | ------------------- | ------------------------ | ------------------------------------------------------- |
| 250-50 до Р.Х. | давньогрецька       | Септуаґінта              | καὶ εἶπεν ὁ θεός Γενηθήτω φῶς. καὶ ἐγένετο φῶς.         |
| бл. 110        | арамейська          | Таргум Онкелоса          | וַאֲמַר יְיָ יְהֵי נְהוֹרָא וַהֲוָה נְהוֹרָא                            |
| 390-405        | латина              | Вульґата                 | dixitque Deus fiat lux et facta est lux                 |
| 1581           | церковнослов'янська | Острозька Біблія         | и ре б~ъ, да будетъ свҍтъ, и бысть свҍтъ                |
| 1611           | англійська          | Біблія короля Якова      | And God said, Let there be light: and there was light.  |
| 1868           | російська           | Синодальний переклад     | И сказал Бог: да будет свет. И стал свет.               |
| 1903           | українська          | Переклад П.Куліша та ін. | І рече Бог: Настань, сьвіте! І настав сьвіт.            |
| 1962           | українська          | Переклад І. Огієнка      | І сказав Бог: „Хай станеться світло!“ І сталося світло. |
| 1963           | українська          | Переклад І. Хоменка      | І сказав Бог: Нехай буде світло! І настало світло.      |
| 1997           | українська          | Переклад Р. Турконяка    | І сказав Бог: Хай буде світло. І повстало світло.       |
| 2016           | українська          | Новий переклад УБТ       | І сказав Бог: Нехай буде світло! І постало світло..     |

## Паралельні місця
Основні біблійні паралелі до цього вірша: «Словом Господнім учинене небо, а подихом уст Його все його військо» (Псалми 32:6); «бо сказав Він і сталось, наказав і з'явилось» (Псалми 32:9); «Хваліте Його, небеса із небес, та води, що над небесами! Нехай Господа хвалять вони, бо Він наказав, і створились вони» (Псалми 148:4-5).

### Класичні християнські

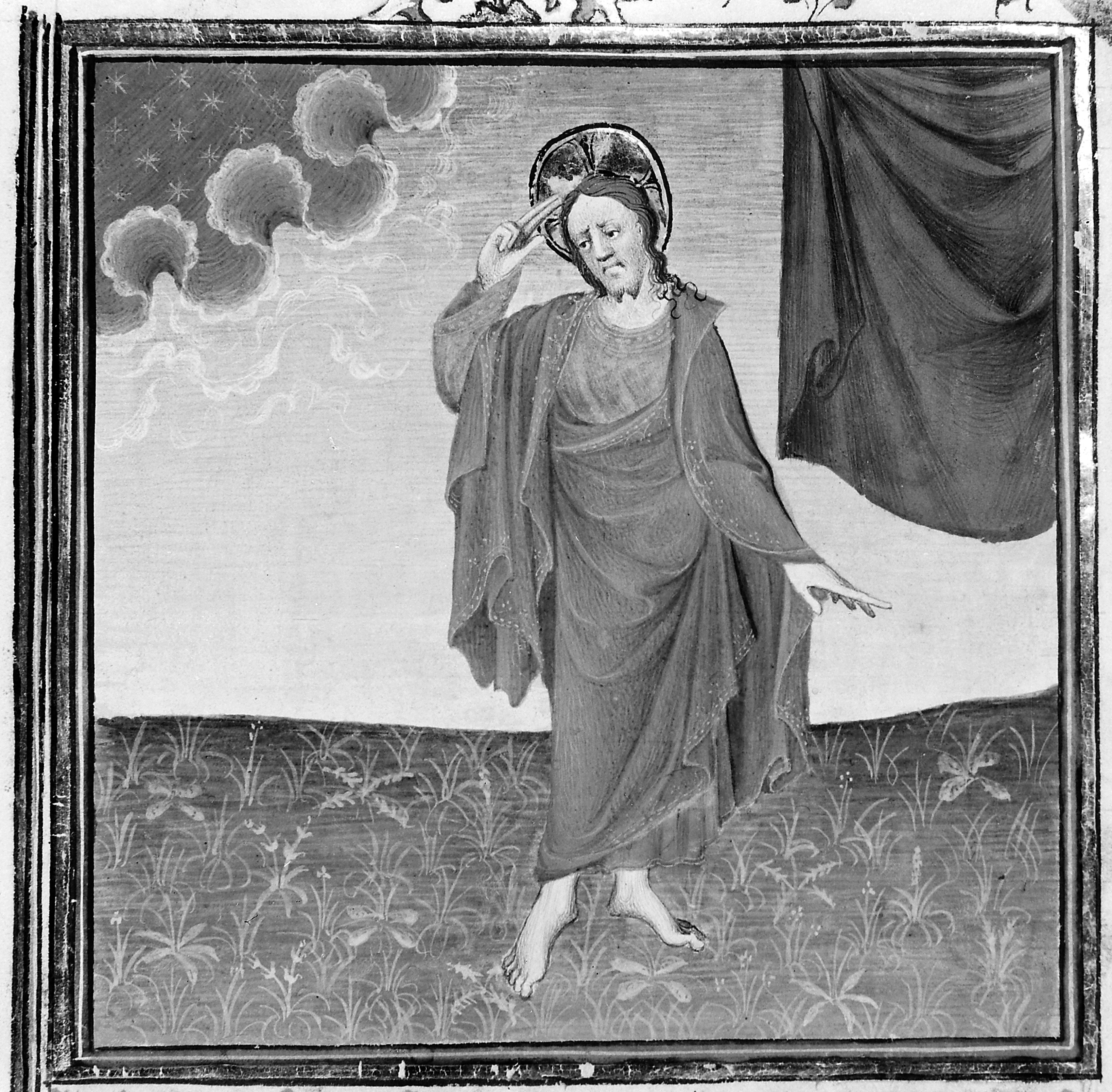
Середньовічна мініатюра до Буття 1:3 (15 століття).

За християнською традицією слова «Нехай станеться світло» були сказані Богом «несказанно», а створене світло було фізичним світлом (Августин Іппонійський).

#### Єфрем Сирін (306-373)
Єфрем Сирін у своєму «Тлумаченні на Книгу Буття» пише:
|  | Первісне світло було розлите повсюди, а не обмежене певним місцем; всюди воно розсіювало темряву, але не мало руху; увесь його рух полягав у появі та зниканні; після раптового його зникання наступало владарство ночі, а з появою її влада закінчувалася. Так світло діяло і три наступні дні… сонцю ж, утвердженому на тверді, належало привести до зрілості те, що сталося вже при дії первісного світла. |

#### Василій Кесарійський (329-379)
Василій Великий пише у «Гоміліях на шестиднев», що Боже слово — це не якась фізична артикуляція, а бажання і перше устремління мисленнєвого руху. Він також пише про традиційне християнське розуміння «сказав», як вказівку на наявність того, до кого Бог звертається:
|  | Писання ж зображує Бога багатослівно, щоби показати, що Він не тільки захотів буття творіння, а й привів його до буття через певного Помічника. Як Писання говорить на початку, так могло би сказати й про все інше, наприклад: «На початку створив Бог небо і землю», потім могло би сказати «створив світло», а потім «створив твердь». Однак представляючи Бога, який наказує і говорить, самим промовчанням Писання вказує на Того, Кому Бог наказує і з ким говорить. Писання зовсім не скупиться у передачі нам бачення, але розпалює у нас бажання, накидуючи деякі сліди та вказівки Несказанного. Бо отримане з трудом приймається радісно і ретельно оберігається. О де отримання легке, так і володіння не є цінним. Тому Писання ніби обхідною дорогою і поступово наближає нас до думки про Єдинородного. |

#### Амвросій Медіоланський (340-397)
Амвросій Медіоланський так пише про цей вірш у своїй праці «Шестиднев»:
|  | Отже, Творець світла — Бог, місцеперебування і причина темряви — світ. Однак благий Творець так створив словом світло, щоби явити сам світ, вклавши у нього світоч, і зробити його прекрасним на вигляд. І ось несподівано засяяло повітря, і втекла у страхові темрява від нового сяяння світла. Блиск, що поширився усім простором світу, потіснив темряву і немов скинуло її у прірву. |

#### Августин Іппонійський (354-430)
Августин Аврелій у своїй книзі «Про буквальний зміст Книги Буття» пише, що Бог говорить «невимовним чином». Також він говорить, що є два типи світла, Світло, що народжене від Бога, і світло, яке Бог створив. Народжене від Бога світло є Божественною Премудрістю, а створене світло є змінюване світло, яке може бути як тілесним, так і безтілесним. У цьому вірші мова йде про створене світло. У цих висловлюванням Августина видно передумови пізнішого православного вчення про нетварне світло.

### Класичні юдейські

#### Ібн Езра (1089—1067)
Авраам ібн Езра дискутує зі своїм попередником Саадією Гаоном, котрий стверджував, що ваййомер («сказав») означає «захотів». На думку ібн Езри, якби слово мало значення бажання, то далі було би «щоби сталося світло», а не «нехай станеться світло», тож розуміти його слід у прямому значенні. На підтвердження цього він наводить «Словом Господнім учинене небо» (Псалми 32:6) та «бо Він наказав, і створились» (Псалми 148:5). Він акцентує, що мається на увазі дія без затрати власних зусиль, немов дія царя, що віддає накази своїм слугам. Ібн Езра також припускає, що світло це знаходилося вище руах із попереднього вірша.

#### Рамбан (1194-1270)
Рамбан трактує Елохім як «Повелитель усіх сил» або «Сила сил». У Буття 1:1 Бог створює передовсім небесну і земну матерію «та все їхнє воїнство», і «цим творінням, немов маленькою точкою без всякої сутності, було створено все в небесах і на землі». Частка ет, яка стоїть і перед «небом», і перед «землею», на думку Рамбана вказує на сутність речі, а це означає, що ці поняття потенційно включають у себе все майбутнє різноманіття. «Земля» при цьому включає у себе всі чотири алхімічні елементи (вогонь, воду, власне землю і повітря). Вогонь він асоціює з темрявою, безодню з водою, а дух з повітрям. Тут відчувається як вплив космології та натурфілософії давніх євреїв, так і певні середньовічні віяння. Створену точку, яка набула форми боху, Рамбан вважає «наріжним каменем, на якому було створено світ».
Стосовно ангелів, то Рамбан говорить, що хоч у Торі про це мова не йде, але за давньою єврейською традицією (він посилається на «Берешіт рабба») вони були створені на другий день і в первісному творінні участі не брали. Однак він зауважує, що берешіт натякає на сефіру Мудрості, котра є «началом всім начал», і зауважує, що в таргумі Єрушалмі берешіт перекладається як «У мудрості», а не як «На початку».
«Сказав» Рамбан розуміє як «побажав» або «подумав». Мова йде про те, що творіння світу не було працею, але водночас не було і просто бажання — це обдумане рішення, у якого є причина. «Буде» є вказівкою на майбутнє, тобто тут говориться, що з цієї первісної речовини (за Рамбаном із «неба») станеться дещо сяюче з назвою «світло».
«Нехай буде світло» — тут не говориться «і стало так», як в інші дні, бо світло не лишилося у цьому стані назавжди, як решта створеного.
Рамбан також говориться, що окрім буквального розуміння днів, тут є приховане значення — дні означають сефірот Всевишнього, оскільки будь-яке висловлювання Бога, що викликало існування, називається «день» (йом). Днів було шість, а висловлювань десять, бо до перших не стосується поняття дня. Він посилається на «Сефер ха-бахір» та «Мішна Авот» і говорить, що все це дуже потаємні речі, наше розуміння яких менше краплі у великому морі.

#### Сфорно (1475-1550)
Овадія Сфорно говорить, що мова іде про «світло семи днів, котре необхідне для непороджених речей».

### Сучасні християнські та академічні

#### Віктор Гамільтон (нар. 1941)

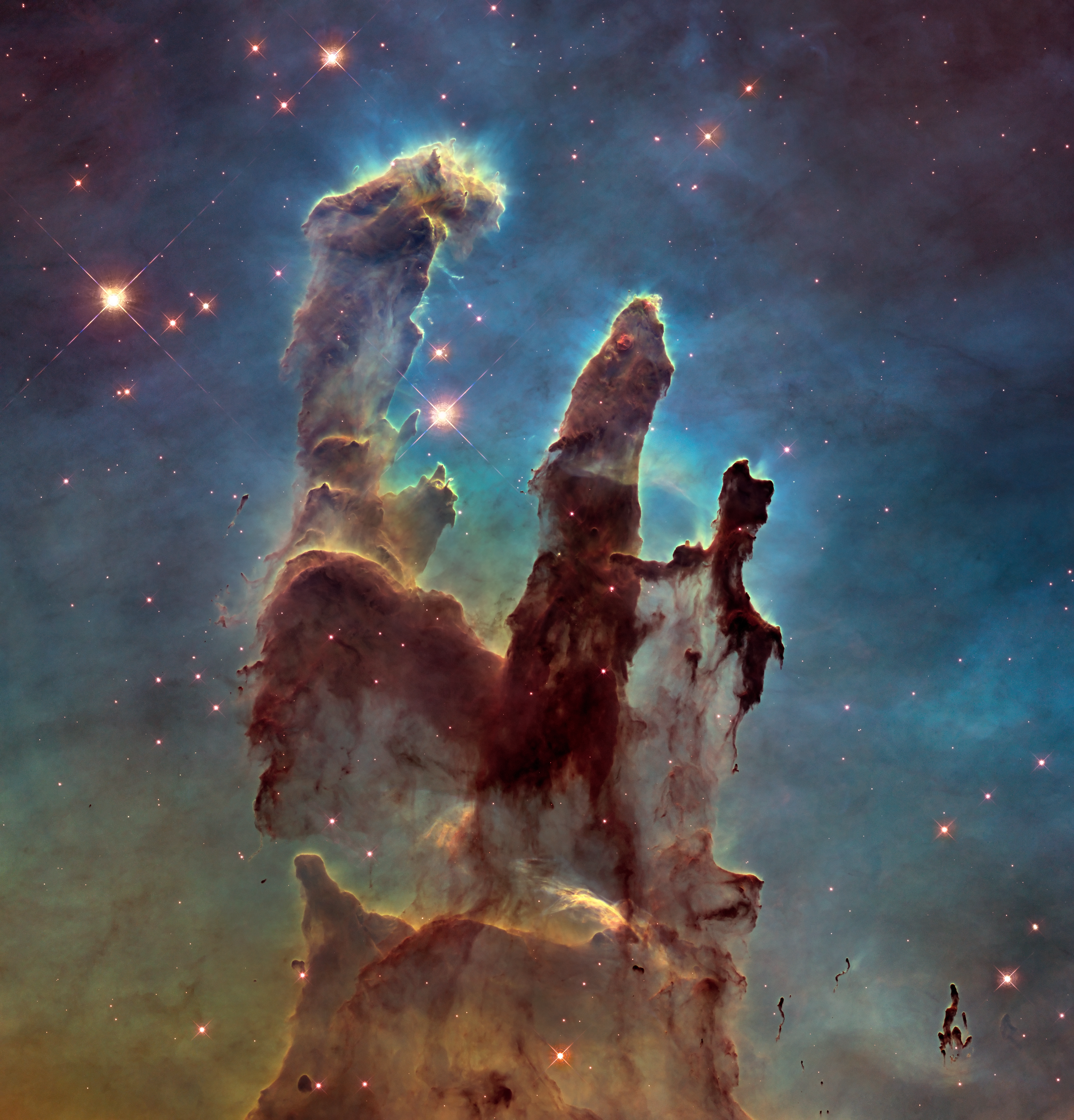
Стовпи Творіння у туманності Орла були названі на честь християнського уявлення про створення світу.

Віктор Гамільтон докладно аналізує цей вірш у своїй праці «Книга Буття 1-17» (1990). У перший день із шести днів творіння Бог створює світло. Тут присутні не тільки слова оповідача, а й слова самого Бога «Нехай станеться світло!» Наголошується на створенні через мовлення, як наказ. Фраза «і сказав Бог» зустрічається у першому розділі сім разів, тож вона досить важлива.
Усі історії про створення світу описують творення одним із чотирьох способів: 1) через дію божества або божеств; 2) через конфлікт протилежних сил; 3) через народження і самовідтворення; 4) через мовлення. Другий і третій варіант у Книзі Буття відсутній, а от перший і четвертий відбитий і в першому, і в другому розділі Книги Буття.
Гамільтон відзначає суттєву різницю між способом опису процесу творіння у Буття 1:1-2:3 та 2:4-25. Контраст полягає у різниці між творенням через слово і через дію (Бог сказав, Бог зробив). Ця різниця спонукає текстологічних критиків називати умовного автора 1:1-2:4а як Жерця і відносити цей текст до пізнього часу, а автора від 2:4б і далі як Ягвіста і відносити цей текст до більш раннього періоду (9-8 століття до Р.Х.). Однак, на думку Гамільтона, ця різниця стилістична, а не сутнісна. Єдине, що було створено безпосередньо словом Бога — це світло. В усіх інших випадках Бог спершу говорив, а потів вчиняв певну дію з втілення.

#### Джон Волтон (нар. 1952)
Джон Волтон у своїй книзі «Втрачений світ Буття 1» (2009) говорить, що на стародавньому Близькому Сході світло ніколи не вважалося матеріальним об’єктом, на відміну від нашої сучасної фізики. Світло мислилося як стан (condition). Тож створення світла не можна було назвати матеріальною дією. Він відстоює думку, що «світло» — це «період світла», і звідси пояснює, що відділення світла від темряви — це відділення періоду світла від періоду темряви, також за такою логікою стають більш зрозумілими називання світла днем, а темряви ніччю. Звідси випливає переконання Джона Волтона, що у перший день насправді описується створення часу, оскільки час розуміється як зміна періодів світла на періоди темряви. Це акт створення, але творіння світла є створенням не матеріального об’єкта, а функції.